# 성지중학교 (부산)
성지중학교(盛智中學校)는 부산광역시 남구 우암동 산38-1에 있었던 사립 중학교이다.

## 연혁
- 1968년 3월 5일 : 개교
- 2010년 2월 28일 : 42년만에 폐교